# 日本貿易振興協会
日本貿易振興協会（にほんぼうえきしんこうきょうかい）は、かつて存在した財団法人。1941年に民間貿易の中枢機関として設立され、1947年に日本貿易会に統合され解散した。

## 沿革
旧日本政府の下での日本の貿易調査機関としては、アメリカのサンフランシスコでは1937年9月創立の日本貿易調査委員会（The Japanese Committee on Trade and Information）が活動していたが、1940年に外国団体登録法の違反とプロパガンダ団体だったことが発覚し解散処分となった。
日本貿易振興協会は1941年9月、「民間貿易の中枢機関」として主要都市支部との貿易の拡大を目的に日本で設立された。設立申請は1ヶ月未満で商工大臣に認可され、本部は旧東京市麹町区丸の内の工業倶楽部ビルに置かれた。
初代会長は郷誠之助、副会長は南郷三郎、児玉謙次。顧問には企画院、大蔵省、拓務省、外務省、農林省、逓信省の各次官が就任し、特に逓信省からは26名が就任。理事は17名全て官僚で、そのほか幹事が33名。関西での披露宴には大阪府知事の三辺長治、大阪商工会議所会頭の片岡安、大阪地方海軍人事部長の浜中匡甫などが列席し、商工大臣小林一三、大蔵大臣河田烈、臨時外務大臣兼内閣総理大臣の近衛文麿の祝辞が届いた。
下部組織として、各国の貿易政策や経済状況、市場実情の調査機関である日本貿易研究所、また戦時及び戦後の貿易対策研究機関である時局貿易対策調査委員会（委員長藤原銀次郎、副委員長竹内可吉）、また大東亜共栄圏貿易対策委員会が置かれていた。
機関誌のタイトルは『資料』と『報告』で、日本貿易研究所は『調査彙報』と『日本貿易研究所叢書』を刊行していた。
第二次世界大戦停戦後で連合国軍占領下の1947年6月25日、明治時代に創立された日本貿易振興会、日本貿易協会（1886年前後に創立）や日本交易協会と共に、日本貿易会（1942年創立）に統合され解散し、日本貿易会は経済団体連合会の傘下に入った。